# Nejlepší české básně
Nejlepší české básně je antologie české poezie, vycházející každoročně v nakladatelství Host.

## Světový kontext a česká mutace
S myšlenkou vydávat antologii, která by byla výběrem nejlepších básní publikovaných v daném roce, přišel roku 1988 americký básník a editor David Lehman a založil tak tradici prestižní a velmi úspěšné řady Best American Poetry.
Nápad vydávat českou mutaci vzešel od básníka Milana Děžinského a vydávání řady se rozhodlo realizovat brněnské nakladatelství Host. Pořádání antologie se každoročně ujímá jiný renomovaný básník coby arbitr ročenky a editor, odborník na současnou českou poezii. Ročenka vychází od roku 2009 a nese v názvu kromě titulu Nejlepší české básně i letopočet. Například Nejlepší české básně 2009.

## Pořadatelé antologií
Arbitři a editoři podle roku vydání:
- Nejlepší české básně 2009: Karel Šiktanc a Karel Piorecký
- Nejlepší české básně 2010: Miloslav Topinka a Jakub Řehák
- Nejlepší české básně 2011: Petr Král a Jan Štolba
- 100 nejlepších českých básní 2012: Simona Martínková-Racková
- Nejlepší české básně 2013: Ivan Wernisch a Wanda Heinrichová
- Nejlepší české básně 2014: Petr Hruška a Olga Stehlíková
- Nejlepší české básně 2015: Petr Borkovec a Tomáš Gabriel
- Nejlepší české básně 2016: Vít Slíva a Jakub Chrobák
- Nejlepší české básně 2017: Sylva Fischerová a Jan Šulc
- Nejlepší české básně 2018: J. H. Krchovský a Ondřej Hanus
- Nejlepší české básně 2019: Radek Fridrich a Dan Jedlička

## Pravidla a proces výběru básní
Kniha se volně inspiruje pravidly, která stanovil editor americké řady Best American Poetry David Lehman.
- Antologie vychází jednou ročně, zpravidla na konci kalendářního roku a obsahuje básně publikované od září do srpna.
- Na následujícím slavnostním křtu bývá zpravidla vyhlášen arbitr a editor pro následující ročník
- Básně musí být ve stanovené době vydané knižně, časopisecky nebo se musí objevit na stránkách internetových periodik
- Básně musí být psané česky a předem jsou vyloučeny překlady. Vyloučeny jsou též básně autorů již nežijících.
- Editor ročenky dělá "předvýběr" (obvykle kolem 100 básní) a píše doslov, který bývá zhodnocením básnické produkce publikované ve stanoveném období
- Arbitr z anonymního předvýběru vybere finální počet básní a antologii uvede svou předmluvou
- Antologie je doplněna medailony autorů vybraných textů i editorů a ediční a bibliografickou poznámkou

Tato pravidla nejsou dodržována rigidně. Například v Nejlepších českých básních 2011 byla publikována báseň Ivana Štrpky Vy, šťastné děti? psaná slovensky; v roce 2010 pak editoři vybrali báseň Ohnde dich Davida Vody, která má německý název a je celá psána ve slovenštině. Nejlepší české básně 2009 a 2010 prezentovaly básnické texty anonymně a jména autorů pak byla uvedena až v poznámce. Tuto tradici změnil arbitr Petr Král v antologii z roku 2011 a anonymního uvedení básní se nedrží ani následující publikace 100 Nejlepších českých básní 2012, které vybírala Simona Martínková-Racková jako editorka sama, neboť designovaný arbitr, básník Antonín Brousek, se nakonec finálního výběru básní zúčastnit nemohl ze zdravotních důvodů. Obsahem této antologie je tudíž celý předvýběr a nakladatelství se rozhodlo tuto nepravidelnost avizovat i změnou titulu. Výběr Nejlepších českých básní 2015 editorské dvojice Petr Borkovec a Tomáš Gabriel představuje kromě básní i drobné interpretace a poznámky k jejich vzniku z pera samotných autorů. Následující výběr Víta Slívy a Jakuba Chrobáka se v Nejlepších českých básních 2016 vrací zpět k tradiční podobě bez těchto doplňujících textů, básně jsou uvedeny anonymně, jména autorů pak doplněna v příloze. V poslední ročence NČB 2019 se R. Fridrich a D. Jedlička dohodli, že nebudou respektovat rozdělení na arbitra a editora a básnického výběru se zhostí společně.